# Cyphopleon kratochvili
Cyphopleon kratochvili är en kräftdjursart som först beskrevs av Zdenek Frankenberger 1939.  Cyphopleon kratochvili ingår i släktet Cyphopleon och familjen Trichoniscidae. Inga underarter finns listade i Catalogue of Life.